# 木村庄之助 (37代)
37代 木村 庄之助（さんじゅうしちだい きむら しょうのすけ、本名：畠山 三郎（はたけやま さぶろう）、1950年3月16日 - 2022年7月22日）は、大相撲の立行司の1人だった。高島部屋、熊ヶ谷部屋、大島部屋を経て引退時は友綱部屋所属。血液型はA型。

## 人物
青森県上北郡六戸町出身。4代木村玉治郎（後の27代木村庄之助）に入門。高島部屋に預けられる。
1965年7月場所に、木村玉三郎として初土俵を踏んだ。1977年1月場所に、初名木村三治郎より5代木村玉治郎襲名。1989年1月に十両格に昇格、2001年1月に幕内格に昇格。2003年1月場所に10代木村庄三郎襲名。2007年9月に三役格に昇格。
庄三郎時代の2012年1月場所4日目、大関把瑠都に送り倒された小結若荒雄とぶつかり土俵から転落して頭部を強打して脳震盪の疑いで救急車で病院へ搬送されて精密検査を受けたが、翌日には土俵に復帰した。
2012年11月場所より、立行司39代式守伊之助を襲名。庄三郎時代に後援会より贈られた軍配を時折使用している。なお、庄之助の譲り団扇は東京場所の横綱土俵入りのみ使用し、取組時は、十枚目格昇進時に家族から贈られた軍配を使用していた。そのため、庄之助のみ持つことを許されている譲り団扇を用いた取組はない（停年後、行司装束と軍配団扇を故郷の自治体へ寄贈した際、取組で用いていた漆塗りの軍配がおよそ600グラムに対し、庄之助の譲り団扇が相当重い〈軍配だけで1kg以上する〉ため、横綱土俵入りにしか使用しなかった、と説明した）。
2013年5月場所後、36代木村庄之助が停年を迎えたが、番付編成会議において翌7月場所は木村庄之助を空位とし、2006年3月場所以来7年ぶりに立行司は伊之助1人となった。
2013年11月場所より、2場所空位であった木村庄之助（37代）を襲名。
立行司40代式守伊之助や、三役格6代木村玉治郎、幕内格木村寿之介は弟弟子にあたる。
2015年3月場所9日目に停年（定年）の満65歳を迎え、以前なら65歳になる前日の中日（8日目）が最後の捌きとなるが、規定が改正となり、場所中に停年を迎えても千秋楽まで務めることとなり、千秋楽をもって停年により引退となった。なお最後の捌きは、横綱同士の白鵬－日馬富士戦。
また、彼の停年退職後、次期庄之助になるはずだった40代伊之助が、軍配差し違えなどの土俵上でのミスや不祥事などにより結局庄之助になれないまま辞職、さらに41代伊之助も軍配差し違えなどの土俵上でのミスが多く庄之助襲名が2024年1月場所に決まるまで、約9年に渡り庄之助が襲名されないままとなっていた（事実上の空位）。
2022年7月22日、慢性間質性肺炎のため、自宅で死去。72歳没。

## エピソード
- 2014年5月場所12日目、結びの関脇豪栄道-横綱鶴竜戦で豪栄道が鶴竜を東土俵に破り、庄之助も豪栄道に軍配を挙げたが、東の控えで勝ち残りの横綱白鵬が右手を挙げて物言いをつけた[7]。協議の結果、豪栄道が鶴竜の大銀杏を引っ張ったとして鶴竜の反則勝ちとなった。
- 停年退職の会見の際、21年前にバイクにはねられ、食道がん、脳震盪と3度も死を覚悟。「よくここまで体がもった」と感慨深げな一方で「日本人横綱を裁けなかったのが唯一の心残り」とも話した[8]。
- 2017年12月31日放送、AbemaTVの「朝青龍を押し出したら1000万円」では行司を務めた。
- 自身の死去の際に6代大島は「自分の父と年齢が近かったから、お父さんみたいな存在でした。よく一緒に酒を飲んだりした。コロナ禍になってからは会っていません。それまでは地方場所ごとに来てくれたのにな」と思い出を語った。
- 36代木村庄之助は、2012年に土俵から落ちて頭を打ち付けた時のことをよく覚えており、「あれはびっくりしました。たいしたもんですよ、次の日出てきましたから。素朴な親方でした。寡黙で無駄口をしない。割場の仕事、取り組み編成を任せると安心でした」と語った。36代木村庄之助も、その僅か4ヵ月後の11月23日に逝去した[9]。
- 亡くなる約2ヶ月前には、プロ野球の審判員と行司の違いについて取材に応じたが、その際自身もたまたま見ていたという同年4月24日のオリックスバファローズ×千葉ロッテマリーンズ6回戦2回裏に、球審を務めていた白井一行が判定に不服の表情を浮かべたロッテ先発の佐々木朗希に詰め寄ったシーンについても言及している[10]。

## 履歴
- 1965年7月場所 初土俵。木村三治郎を名乗る。
- 1977年1月場所 幕下格昇進。5代木村玉治郎襲名。
- 1989年1月場所 十両格昇進。
- 2001年1月場所 幕内格昇進。
- 2003年1月場所 10代木村庄三郎襲名。
- 2007年9月場所 三役格昇進。
- 2012年11月場所 立行司昇進。39代式守伊之助襲名。
- 2013年11月場所 37代木村庄之助襲名。
- 2015年3月場所　最終場所、停年（定年）退職。

## 部屋移籍履歴
- 1965年7月場所 高島部屋から初土俵。
- 1982年11月場所 高島部屋閉鎖に伴い、熊ヶ谷部屋へ移籍。
- 1996年7月場所 熊ヶ谷部屋閉鎖に伴い、大島部屋へ移籍。
- 2012年5月場所 大島部屋閉鎖に伴い、友綱部屋へ移籍。

## 出演

### 配信ドラマ
- サンクチュアリ -聖域-（2023年5月4日、Netflix） - その他行司 役